# Komet McMillan
Komet McMillan ali 208P/McMillan je periodični komet z obhodno dobo okoli 8,1 let. Komet pripada Jupitrovi družini kometov.

## Odkritje
Komet je odkril 19. oktobra 2008 ameriški astronom Robert Scott McMillan. V decembru je S. Nakano povezal ta komet s kometom, ki so ga opazili že v oktobru leta 2000 in so mu dali oznako 2000 S7.